# 希芒縣 (紐約州)
希芒縣（英語：Chemung County）是位于美国紐約州南部的一个县，南鄰宾夕法尼亚州，面積1,064平方公里。根据美国人口调查局2020年统计，共有人口84,148人。县治埃爾邁拉。該縣成立於1836年3月29日，縣名原來是印第安部落—特拉華人的一座村落的名字。